# El problema de los tres cuerpos (serie de televisión)
El problema de los tres cuerpos (3 Body Problem, en idioma original) es una serie de televisión británico-estadounidense de ciencia ficción y drama, basada en la novela homónima de Liu Cixin. Producida por David Benioff, productor de la serie Juego de tronos, y protagonizada por Benedict Wong, Liam Cunningham, Eiza González, Jovan Adepo, John Bradley-West y Jonathan Pryce. La serie se estrenó en Netflix el 21 de marzo de 2024.

## Premisa
Una terrible decisión en la China de los 60 llega a través del tiempo y el espacio hasta un grupo de científicos del presente, quienes enfrentan la mayor amenaza para la humanidad.

## Reparto

### Presente (Inglaterra)
- Benedict Wong como Clarence "Da" Shi: Un oficial de inteligencia con un estilo bastante heterodoxo, Da Shi investiga las misteriosas muertes dentro de la comunidad científica en Londres, Oxford y otras ciudades del Reino Unido.[1]
- Jess Hong como Jin Cheng: Miembro china de los "Cinco de Oxford", un grupo de jóvenes científicos de Oxford. La curiosidad de Jin, un genio de la física teórica con una sed insaciable de respuestas a las preguntas más importantes del universo, podría ser su mayor fortaleza, si no su perdición.[1]
- Jovan Adepo como Saul Durand: Miembro afroestadounidense de los "Cinco de Oxford". No menos dotado pero mucho menos centrado que sus compañeros, Saul es un ayudante de investigación de física que no ha alcanzado todo su potencial.[1]
- Eiza González como Augustina "Auggie" Salazar: Miembro mexicana de los "Cinco de Oxford". Auggie, pionera de la nanotecnología, se dedica a resolver problemas reales ahora, no teóricos en el futuro. Fuerte y visionaria, es un objetivo natural para los enemigos de la humanidad.[1]
- John Bradley-West como Jack Rooney: Miembro inglés de los "Cinco de Oxford". Grosero, franco y adorable, Jack utilizó su licenciatura en física para desarrollar un pequeño imperio.[1]
- Alex Sharp como Will Downing: Miembro inglés de los "Cinco de Oxford". Profesor de física de sexto curso, Will recibe una noticia que le cambia la vida y le obliga a reconsiderar su lugar en el universo.[1]
- Rosalind Chao como Ye Wenjie: Prodigio de la astrofísica, se siente sola en el universo tras perderlo todo durante la Revolución Cultural China. Sus proyectos llevarán a la humanidad a su fin.[1] Zine Tseng interpreta a la joven Ye.
- Jonathan Pryce como Mike Evans: Un apasionado ecologista convertido en multimillonario magnate del petróleo.[1] Ben Schnetzer interpreta al joven Mike.
- Liam Cunningham como Thomas Wade: El carismático líder de la operación de inteligencia de élite más importante del mundo, Wade es el pensador definitivo de la visión global. La gente es parte de su juego, y sus audaces tácticas tienden a dar resultado.[1]
- Saamer Usmani como Prithviraj "Raj" Varma: Oficial naval de familia militar, de ascendencia india, Raj tiene un profundo compromiso con su trabajo. Su relación con su novia, Jin, corre el riesgo de convertirse en un daño colateral en su misión.
- Marlo Kelly como Tatiana Haas: Criada desde su nacimiento en la organización de Mike Evans, Tatiana ha dedicado su vida a acoger a los forasteros por todos los medios.[1]
- Vedette Lim como Vera Ye: La hija de Ye Wenjie, y ex-profesora de los Cinco de Oxford.[1]

Personajes recurrentes
- Gerard Monaco como Agente Collins, compañero investigador de Da Shi, y guardia de Ye Wenjie.[1]
- CCH Pounder como Secretaria General Lilian Joseph, un alto mando en las ONU.
- Stephen Rahman-Hughes como Anwar Suleiman, un científico presente en la junta de Thomas Wade.
- John Dagleish como Felix, encargado del monitoreo de los juegos y colega de Mike Evans.[1]
- Adrian Edmonson como Denys Porlock, inversionista en el proyecto de nanofibras de la Dr. Salazar.[1]
- Hélène Viviès como Lecompte, una científica presente en la junta de Thomas Wade.
- Josh Brener como Kent, asistente de Saul Durand y encargado de proporcionarle todo lo que necesite mientras esté en su puesto como Vallado.
- Lily Newmark como Nora, amante de Saul, muere en un accidente automovilístico.
- Mitya Savelau como Dr. Peter Demikhov, un científico que ha desarrollado un método para viajar por el espacio a través de una cámara de congelación.
- Bilal Hasna como Edgar, un joven científico que ayuda en la misión de Thomas Wade.[1]
- Bea Svistunenko como Laeticia, una joven científica que ayuda en la misión de Thomas Wade.[1]
- Nitin Ganatra como Ranjit Varma, padre de Raj Varma, y ex soldado del ejército indio.
- Aidan Cheng como Reg Shi, el hijo de Da Shi.
- Guy Burnet como Rufus, un chico que Auggie y Jin conocen en un Pub.[1]
- Hywel Morgan como Selwyn Pugh, abogado de Will.[1]

### Juego de Realidad Virtual
Una vez el jugador utiliza el casco, es transportado a un juego de realidad virtual, dónde avatares de diferentes personajes históricos les explican todo sobre un nuevo planeta trisolar a años luz de distancia dónde eras caóticas y estables terminan por definir el futuro de la civilización.
- Sea Shimooka como Sofón: Un avatar que aparece en un misterioso juego de realidad virtual dentro de la serie.[1]
- Eve Ridley como Discípula: Un personaje de 9 años con el que Jin se encuentra en el juego de realidad virtual. Toma la forma de Vera Ye cuando era niña.[2]
- Russell Yuen como Emperador Zhou.[1]
- Mark Gatiss como Isaac Newton.[1]
- Reece Shearsmith como Alan Turing.
- Conleth Hill como Papa Gregorio XIII.
- Phil Wang como Aristóteles.
- Adrian Greensmith como Galileo Galilei.
- Jenson Cheng como Gran Khan.[1]
- Kevin Eldon como Sir Thomas More.[1]
- Tom Wu como Conde del Oeste.[1]

### Pasado (China en 1960)
- Zine Tseng como Ye Wenjie.
- Ben Schnetzer como Mike Evans.
- Guming Yu como Yang Weining.[1]
- Deng Qiaozhi como Lei Zhicheng.[1]
- Lan Xiya como Tang Hongjing.[1]
- Yang Hewen como Bai Mulin.[1]
- Benjamin Jia como Operador jefe.[1]
- Perry Yung como Ye Zhetai.[1]
- Fengxu Li como Shao Lin.[1]
- Lokki Lau como Ingeniero.[1]
- Jeanne Yuan como Teng Lihua.[1]
- Sun Yan como comandante Song.[1]
- Yin Wang como Estudiante Costa Roja.[1]

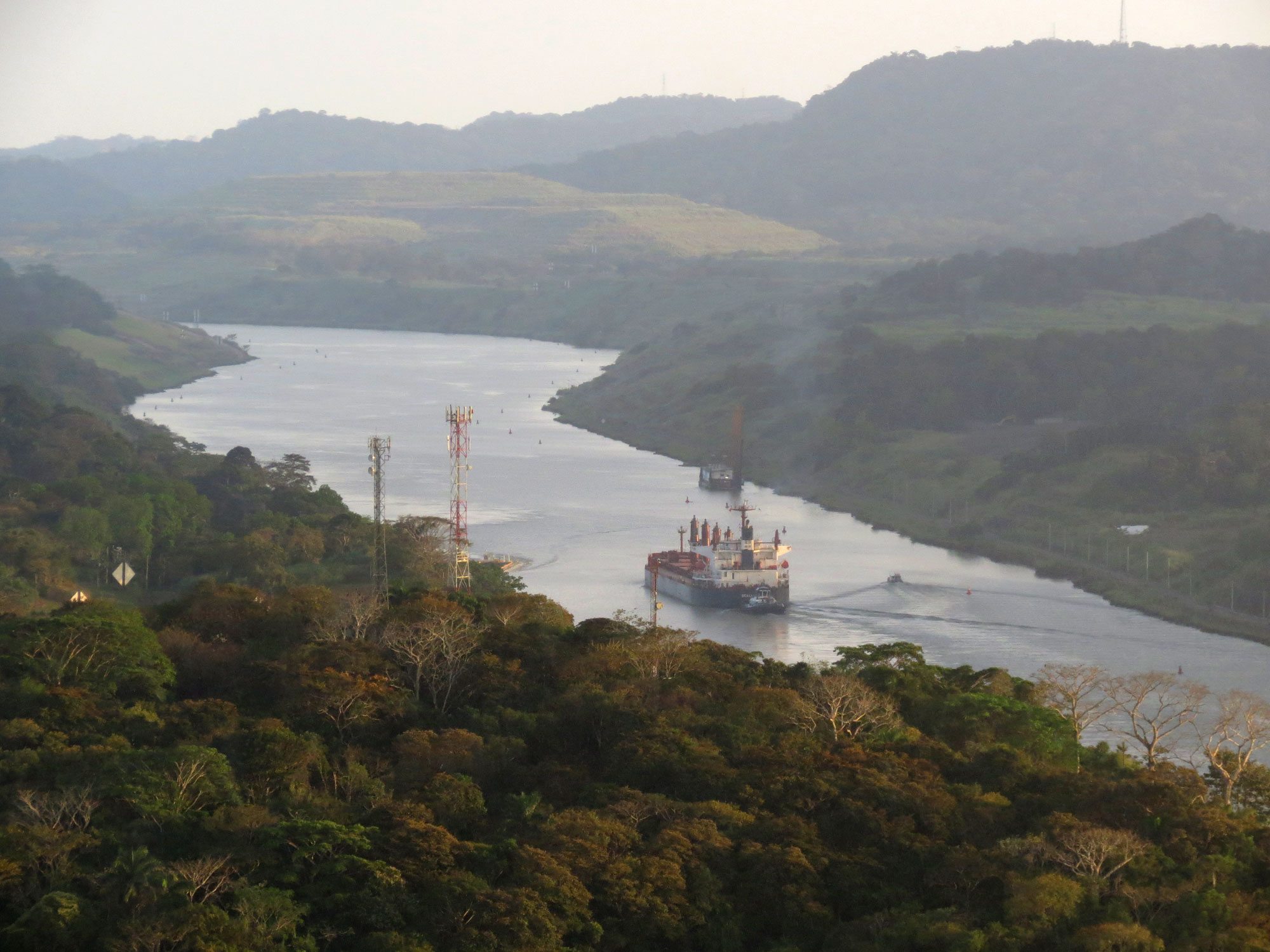
El Canal de Panamá protagoniza un momento climático de la serie.

## Producción

### Preproducción
En septiembre de 2020 se anunció que David Benioff y D.B. Weiss estaba desarrollando una adaptación televisiva de la novela en Netflix, con Alexander Woo coescribiendo junto a ellos.
En agosto de 2021, Eiza González entró en negociaciones para unirse al elenco. El mismo mes, Derek Tsang fue contratado para dirigir el episodio piloto. González sería confirmada en octubre, con los castings adicionales que incluyen a Benedict Wong, Tsai Chin, John Bradley, Liam Cunningham y Jovan Adepo anunciados.

### Filmaciones
La producción de la serie comenzó el 8 de noviembre de 2021 y se filmó en el Reino Unido, en ciudades como Londres, Oxford, Buckinghamshire, Sussex, Bramshill en Hampshire, Kent, Bedfordshire, Surrey y el centro de investigación Diamond Light Source en Shilton, Oxford.
Además de filmar en Estados Unidos, en sitios como Jacksonville, Florida y en la Sede de la Organización de las Naciones Unidas en Nueva York. En España se filmó en Cañamero y Navezuelas, recreando las escenas en Corte Culebra, Panamá y San Luis Potosí, México. Además se grabó en una base militar abandonada de Cabo Silleiro, Galicia.